# Кириак (Георгопетрис)
Митрополи́т Кириа́к (греч. Μητροπολίτης Κυριακός, в миру Андре́ас Георгопе́трис, греч. Ἀνδρέας Γεωργοπέτρης; род. 1945, Хломотина, Керкира, Греция) — епископ Иерусалимской православной церкви, митрополит святого града Назарета, ипертим и экзарх всей Галилеи.

## Биография
В 1958 году прибыл в Иерусалим. Окончил Патриаршую школу в Иерусалиме.
В 1964 году был пострижен в монашество и рукоположён в сан иеродиакона. В 1966 году рукоположён в сан иеромонаха.
В 1967 году был возведён в достоинство архимандрита и назначен настоятелем монастыря на горе Фавор.
Окончил богословский факультет Афинского университета.
В 1972 году был избран параскевофилаксом (помощником ризничего) храма Воскресения Господня в Иерусалиме.
В 1976 году назначен настоятелем Георгиевского монастыря в Бейт-Джале.
В 1981 году определён скевофилаксом храма Воскресения Господня в Иерусалиме.
В 1984 году назначен патриаршим эпитропом в Акко.
14 сентября 1989 года хиротонисан во епископа Анфидонского с сохранением должностей патриаршего эпитропа в Акко и помощника митрополита Назаретского.
11 ноября 1991 года был избран митрополитом Назаретским.
В мае 2005 года после низложения патриарха Иринея с должности патриарха, оказался единственным епископом, который поддерживал низложенного патриарха.